# 20 april
20 april is de 110de dag van het jaar (111de dag in een schrikkeljaar) in de gregoriaanse kalender. Hierna volgen nog 255 dagen tot het einde van het jaar.

## Gebeurtenissen
- Algemeen
  - 1903 - De Rotterdamse rechtbank beëdigt Adolphine Kok als eerste vrouwelijke advocaat in Nederland.
  - 1914 - Bij het Bloedbad van Ludlow in Colorado komen in totaal 25 mensen om, waarvan de meeste onschuldige slachtoffers waren.
  - 1978 - Russische gevechtsvliegtuigen dwingen een Zuid-Koreaanse Boeing 707 die uit de koers raakte in het Russische luchtruim tot een noodlanding.
  - 1986 - Een ramp met een veerboot in Bangladesh eist minstens 350 doden.
  - 1992 - De Spaanse koning Juan Carlos opent de wereldtentoonstelling Expo '92 in Sevilla.
  - 1992 - Zes Britse matrozen raken gewond als hun vliegdekschip tijdens een oefening in de Atlantische Oceaan per ongeluk wordt aangevallen door een eigen toestel.
  - 1999 - Bloedbad op Columbine High School in de Verenigde Staten: twee leerlingen schieten 12 medestudenten en een leraar dood; 24 anderen raken gewond.
  - 1999 - Tijdens een bezoek aan Sevilla bezoekt prins Willem-Alexander een stierengevecht. Ook wordt hij die dag voorgesteld aan ene Máxima Zorreguieta.
  - 2010 - Door de explosie op het boorplatform Deepwater Horizon ontstaat een olieramp in de Golf van Mexico.
  - 2013 - Een aardbeving van 7,0 op de schaal van Richter in de streek rond Ya'an, in de Chinese provincie Sichuan, kost het leven aan minstens 180 mensen. Meer dan elfduizend mensen raken gewond.
  - 2017 - Op de Avenue des Champs-Élysées in Parijs schiet een man met een AK-47 een agent dood, waarna hij zelf eveneens wordt doodgeschoten. IS eist de terroristische aanslag op.

- Economie
  - 2000 - De beursgang van Newconomy, het bedrijf van Maurice de Hond, levert 65 miljoen euro op.

- Media
  - 1934 - De bijna zesjarige Shirley Temple debuteert in de film Stand Up and Cheer.
  - 1955 - Eerste aflevering van Swiebertje (met Joop Doderer in de hoofdrol) op de Nederlandse televisie.[1]
  - 1961 - De eerste stereo radio-uitzendingen, in de Verenigde Staten.
  - 1963 - De NCRV-televisie zendt voor het eerst de serie I love Lucy van Lucille Ball uit.

- Muziek
  - 1985 - We are the world van USA for Africa bereikt de eerste plaats in de Nederlandse Top 40. Het nummer blijft er zes weken staan.
  - 1992 - In Londen vindt een concert plaats ter nagedachtenis aan Freddie Mercury, de aan aids overleden zanger van de popgroep Queen.
  - 2013 - John Ewbank meldt via Twitter helemaal klaar te zijn met de kritiek op het koningslied en trekt het in. Twee dagen later meldt het Nationaal Comité Inhuldiging toch vast te houden aan het lied.
  - 2018 - De Zweedse DJ Avicii, bekend van nummers als "Wake Me Up" en "Levels" overlijdt in Masqat, de hoofdstad van Oman.

- Oorlog
  - 1945 - Nijkerk wordt bevrijd. Het Canadese leger staakt haar opmars richting West-Nederland voor de Grebbelinie.

- Politiek
  - 1653 - Oliver Cromwell ontbindt het Britse parlement.
  - 1808 - Amsterdam wordt de hoofdstad van Nederland onder Lodewijk Napoleon.
  - 1924 - Turkije krijgt onder leiding van Mustafa Kemal Atatürk een nieuwe grondwet.
  - 1990 - In Gdańsk (Polen) wordt Lech Wałęsa met een grote meerderheid herkozen tot voorzitter van de Poolse vakbond Solidariteit.
  - 1992 - Het Roemeense Hooggerechtshof veroordeelt 21 voormalige partijkopstukken tot langdurige gevangenisstraffen wegens actieve steun aan de pogingen van toenmalig dictator Nicolae Ceaușescu om de opstand van december 1989 de kop in te drukken.
  - 2006 - In België wordt een wetsontwerp om adoptie door mensen van hetzelfde geslacht mogelijk te maken goedgekeurd door de Senaat.
  - 2013 - In Italië is Giorgio Napolitano herverkozen als president.
  - 2015 - De koning van de Zoeloes, Goodwill Zwelithini, roept op tot kalmte in Zuid-Afrika nadat zeven mensen het leven hebben verloren bij xenofobe rellen.

- Religie
  - 798 - Verheffing van het bisdom Salzburg tot aartsbisdom met vijf suffragaan-bisdommen. De kerkprovincie omvatte het huidige Beieren, Oostenrijk en grote delen van Hongarije, Tsjechië, Slowakije en Noord-Italië.
  - 1917 - Benoeming van Eugenio Pacelli tot nuntius in Beieren.

- Sport
  - 1920 - Oprichting van de Poolse voetbalclub Ruch Chorzów.
  - 1963 - Openingsceremonie van de vierde Pan-Amerikaanse Spelen, gehouden in São Paulo.
  - 1971 - Oprichting van de Poolse voetbalclub GKS 71 Tychy.
  - 1975 - Opening van het Estadio Monumental David Arellano in Macul, Chili.
  - 1980 - Bernard Hinault wint de 66ste editie van Luik-Bastenaken-Luik.
  - 1981 - FC Utrecht speelt de laatste wedstrijd in het oude Galgenwaard. Supporters slopen het stadion na afloop van het competitieduel tegen PSV (0-0).
  - 1992 - De Nederlandse Bettine Vriesekoop wordt Europese kampioene tafeltennis.
  - 1996 - Voetballer Marino Promes maakt namens HFC Haarlem drie doelpunten in tien minuten in het duel tegen Telstar.
  - 2003 - Aleksandr Vinokoerov wint de 38ste editie van de Amstel Gold Race.
  - 2008 - In België wordt Standard Luik voor het eerst in 25 jaar landskampioen voetbal.
  - 2008 - PSV wordt voor de vierde keer op rij landskampioen voetbal. Het is de 21e in de clubhistorie.
  - 2008 - De Italiaan Damiano Cunego wint de 43e editie van de wielerwedstrijd Amstel Gold Race.
  - 2014 - In Rotterdam verovert PEC Zwolle voor de eerste keer de KNVB beker door met 5-1 Ajax te verslaan.

- Wetenschap en technologie
  - 1862 - Uitvinding van het pasteuriseren door Louis Pasteur en Claude Bernard.
  - 2023 - Lancering van een prototype Starship-Super Heavy raket van SpaceX vanaf Starbase Orbital Launch Pad A, Texas, Verenigde Staten voor de Starship Flight Test missie met als doel de orbitale lanceringsmogelijkheden te testen. Tijdens de vlucht vallen meerdere motoren uit en treden verschillende technische problemen op waardoor de raket naar beneden stort totdat het Flight Termination System activeert waardoor de raket ontploft.[2][3]
  - 2023 - Er treedt een hybride zonsverduistering waarvan de hybride fase waarneembaar is in Australië en delen van Indonesië. Deze verduistering is de 52e in Sarosreeks 129.[4]
  - 2023 - De periodieke komeet 170P/Christensen bereikt het perihelium van zijn baan rond de zon tijdens deze verschijning.[5]

## Geboren

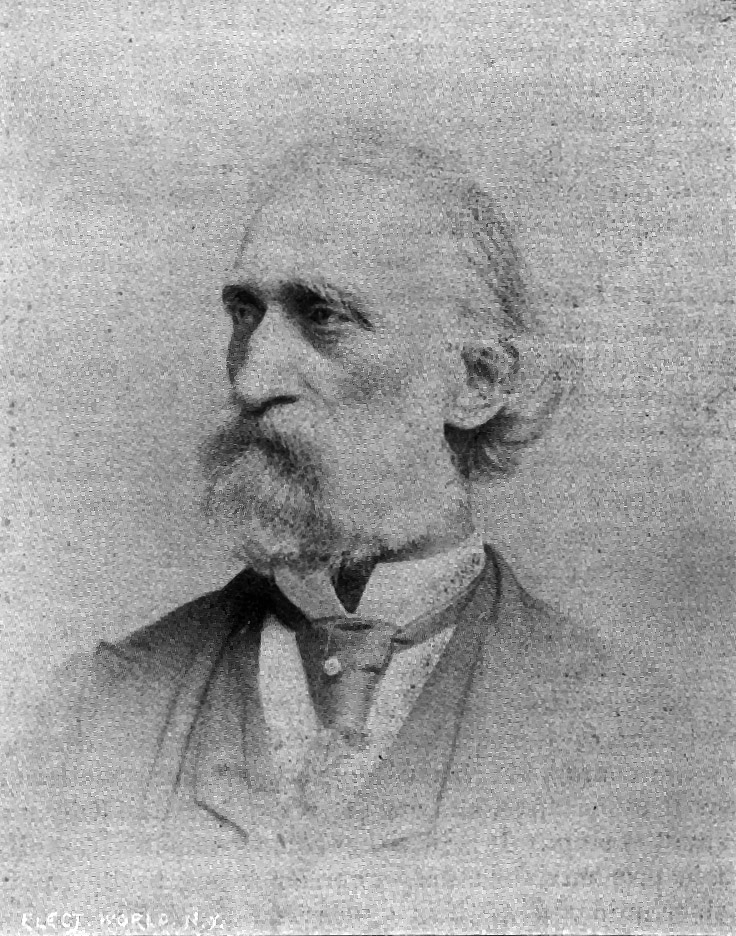
Heinrich Göbel
geboren in 1818

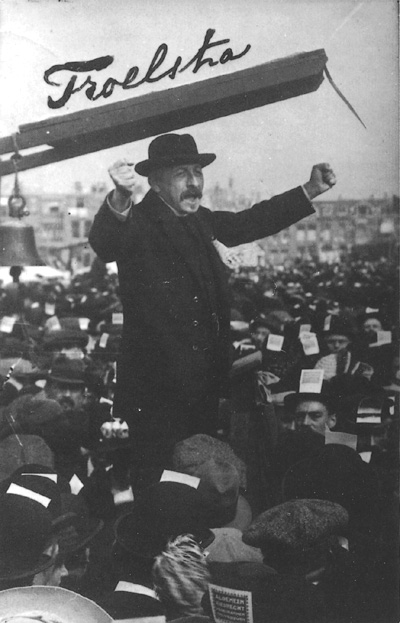
Pieter Jelles Troelstra
geboren in 1860

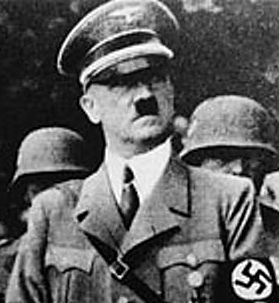
Adolf Hitler
geboren in 1889

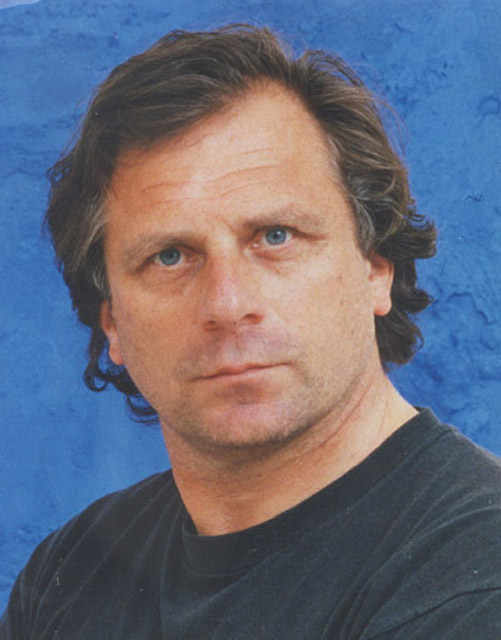
Jan Cremer
geboren in 1940

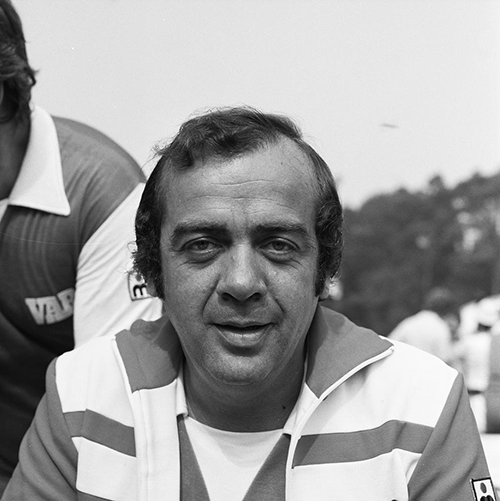
Frits Bom
geboren in 1944

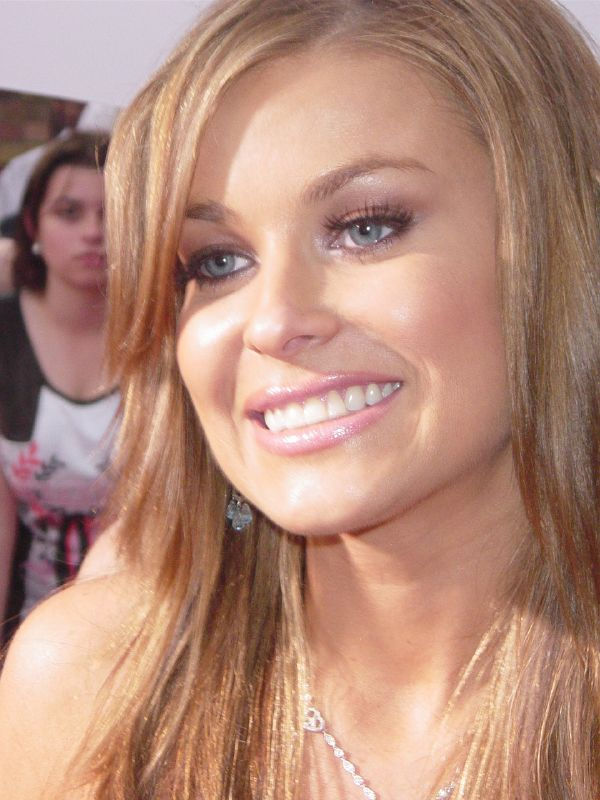
Carmen Electra
geboren in 1972

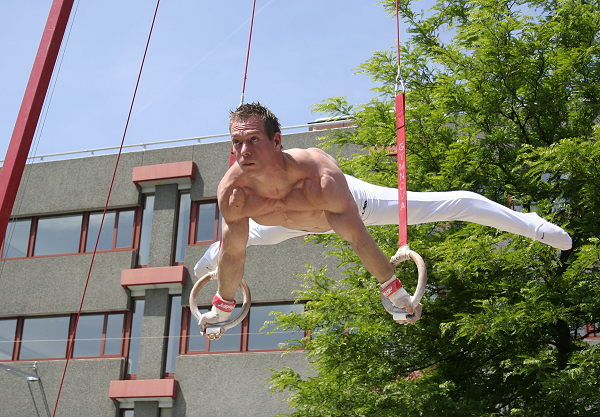
Yuri van Gelder
geboren in 1983

- 702 - Jafer Sadiq, Arabisch imam (overleden 765)
- 1492 - Pietro Aretino, Italiaans schrijver (overleden 1556)
- 1586 - Rosa van Lima, Peruaans kloosterzuster en heilige (overleden 1617)
- 1633 - Go-Komyo, Japans keizer (overleden 1654)
- 1726 - Joseph de Ferraris, Oostenrijks artillerie-generaal (overleden 1814)
- 1805 - Franz Xaver Winterhalter, Duits kunstschilder (overleden 1873)
- 1808 - Napoleon III, Frans president (1848-1852) en keizer (1852-1870) (overleden 1873)
- 1818 - Heinrich Göbel, Duits uitvinder van de gloeilamp (overleden 1893)
- 1819 - Henri Knip, Nederlands kunstschilder (overleden 1905)
- 1821 - Peter Martin Duncan, Engels paleontoloog en zoöloog (overleden 1891)
- 1837 - Louis Artan, Nederlands schilder en etser (overleden 1890)
- 1840 - Odilon Redon, Frans kunstschilder (overleden 1916)
- 1845 - Antoine Arts, Nederlands politicus, journalist en militair (overleden 1926)
- 1851 - Tom Morris jr., Schots golfer (overleden 1875)
- 1859 - Jacqueline Comerre-Paton, Frans kunstschilder (overleden 1955)
- 1860 - Pieter Jelles Troelstra, Nederlands advocaat, journalist en politicus (overleden 1930)
- 1878 - Jules Persyn, Belgisch schrijver (overleden 1933)
- 1884 - Oliver Kirk, Amerikaans bokser (overleden 1958)
- 1886 - Pieter Westra, Nederlands bestuurder in Nederlands-Indië en Suriname (overleden 1947)
- 1889 - Erik Bernadotte, prins van Zweden (overleden 1918)
- 1889 - Willem van Cappellen, Nederlands hoorspelacteur en -regisseur (overleden 1976)
- 1889 - Adolf Hitler, Duits politicus en dictator (overleden 1945)
- 1890 - Maurice Duplessis, Canadees politicus (overleden 1959)
- 1893 - Harold Lloyd, Amerikaans filmkomiek (overleden 1971)
- 1893 - Joan Miró, Spaans schilder (overleden 1983)
- 1893 - Edna Parker, oudste erkende levende persoon ter wereld (overleden 2008)
- 1894 - Martinus Nijhoff, Nederlands dichter (overleden 1953)
- 1900 - Fred Raymond, Oostenrijks componist (overleden 1954)
- 1900 - Kees Verwey, Nederlands impressionistisch kunstschilder (overleden 1995)
- 1903 - Nikolaus Heilmann, Duits officier en SS-Brigadeführer en Generalmajor in de Waffen-SS (overleden 1945)
- 1905 - Jaap Meijer, Nederlands wielrenner (overleden 1943)
- 1908 - Wilhelmus Marinus Bekkers, Nederlands bisschop van Bisdom 's-Hertogenbosch (overleden 1966)
- 1908 - Lionel Hampton, Amerikaans jazzvibrafonist (overleden 2002)
- 1910 - Leendert Keesmaat, Nederlands verzetsstrijder (overleden 1941)
- 1910 - Brigitte Mira, Duits actrice en cabaretière (overleden 2005)
- 1913 - Gregorio Hernandez jr., Filipijns minister van onderwijs (overleden 1957)
- 1915 - Alvin Weinberg, Amerikaans natuurkundige (overleden 2006)
- 1920 - John Paul Stevens, Amerikaans rechter (overleden 2019)
- 1921 - Pe'l Schlechter, Luxemburgs tekenaar en dichter
- 1922 - Hendrik de Waard, Nederlands natuurkundige (overleden 2008)
- 1923 - Sten Andersson, Zweeds sociaaldemocratisch politicus (overleden 2006)
- 1924 - Nina Foch, Nederlands-Amerikaans actrice (overleden 2008)
- 1924 - Leslie Phillips, Engels acteur (overleden 2022)
- 1927 - Roger Decock, Belgisch wielrenner (overleden 2020)
- 1927 - Phil Hill, Amerikaans autocoureur (overleden 2008)
- 1927 - Alex Müller, Zwitsers natuurkundige en Nobelprijswinnaar (overleden 2023)
- 1928 - Robert Byrne, Amerikaans schaker (overleden 2013)
- 1929 - Adri Suijkerbuijk, Nederlands wielrenner (overleden 2015)
- 1930 - Willy Druyts, Belgisch atleet (overleden 2010)
- 1930 - Stuart Lewis-Evans, Brits autocoureur (overleden 1958)
- 1931 - Lee Hamilton, Amerikaans politicus
- 1932 - Valeer Peirsman, Belgisch beeldhouwer (overleden 2020)
- 1934 - Ray Campi, Amerikaans rockabilly-zanger en contrabassist (overleden 2021)
- 1935 - Henk Elsink, Nederlands cabaretier, zanger en schrijver (overleden 2017)
- 1936 - Gijs van Herwaarden, Nederlands monumentenzorger (overleden 2023)
- 1936 - Pat Roberts, Amerikaans republikeins politicus
- 1936 - David Shaffer, Zuid-Afrikaans-Brits-Amerikaans psychiater (overleden 2023)
- 1937 - Jozef Deleu, Belgisch schrijver
- 1937 - Doris Matte, Amerikaans cajun-accordeonist (overleden 2011)
- 1937 - Théo Stendebach, Luxemburgs voetballer en politicus
- 1937 - George Takei, Japans-Amerikaans acteur
- 1938 - Betty Cuthbert, Australisch atlete (overleden 2017)
- 1938 - Bernard Malivoire, Frans stuurman bij het roeien (overleden 1982)
- 1938 - Johnny Tillotson, Amerikaans country- en popzanger (overleden 2025)
- 1939 - Gro Harlem Brundtland, Noors politica en drievoudig premier
- 1939 - Pierre Zenden, Nederlands judoka en sportverslaggever
- 1940 - Erna Brodber, Jamaicaans schrijfster en socioloog
- 1940 - Jan Cremer, Nederlands schrijver en schilder (overleden 2024)
- 1940 - Tim Drummond, Amerikaans bassist (overleden 2015)
- 1941 - Ryan O'Neal, Amerikaans acteur (overleden 2023)
- 1942 - Agnes Maes, Belgisch schilder en beeldend kunstenaar (overleden 2016)
- 1942 - Arto Paasilinna, Fins schrijver (overleden 2018)
- 1943 - John Eliot Gardiner, Engels dirigent
- 1944 - Frits Bom, Nederlands televisiepersoonlijkheid (overleden 2017)
- 1945 - Michael Brandon, Amerikaans acteur
- 1945 - Marc Broos, Nederlands-Zweeds beeldhouwer, kunstschilder en graficus
- 1945 - Janice Smith, Amerikaans schaatsster (overleden 2022)
- 1946 - Fedor den Hertog, Nederlands wielrenner (overleden 2011)
- 1946 - Ricardo Maduro, president van Honduras
- 1948 - Gregory Itzin, Amerikaans acteur (overleden 2022)
- 1949 - Veronica Cartwright, Engels actrice
- 1949 - Massimo D'Alema, Italiaans journalist en politicus
- 1949 - Jessica Lange, Amerikaans actrice
- 1949 - Bernard Quilfen, Frans wielrenner en ploegleider (overleden 2022)
- 1950 - Toine van de Goolberg, Nederlands atleet
- 1950 - Aleksandr Lebed, Russisch generaal (overleden 2002)
- 1951 - Jean Pierre Rawie, Nederlands dichter
- 1951 - Luther Vandross, Amerikaans R&B-zanger (overleden 2005)
- 1954 - Mieke Vogels, Belgisch politica
- 1955 - Hessel, Nederlands zanger
- 1955 - René Valenzuela, Chileens voetballer
- 1957 - Richenel (Hubert Baars), Nederlands zanger (overleden 2020)
- 1957 - John Woof, Nederlands golfer
- 1958 - Galip Tekin, Turks striptekenaar (overleden 2017)
- 1959 - Wim Hof, Nederlands 'kouderecordverbreker'
- 1960 - Miguel Díaz-Canel, Cubaans president
- 1960 - Niki Romijn, Nederlands actrice en regisseuse
- 1961 - Roberto Cabañas, Paraguayaans voetballer
- 1961 - Stan Limburg, Nederlands acteur en regisseur
- 1963 - Andy Serkis, Engels acteur
- 1964 - Massimo Morales, Italiaans voetbalcoach
- 1964 - Eddy Terstall, Nederlands filmregisseur
- 1965 - Rolf Sørensen, Deens wielrenner
- 1966 - Dennis Tilburg, Nederlands atleet
- 1967 - Raymond van Barneveld, Nederlands darter
- 1967 - Anouchka van Miltenburg, Nederlands journaliste en politica
- 1967 - Mike Portnoy, Amerikaans drummer
- 1968 - Ben van der Burg, Nederlands schaatser
- 1969 - Felix Baumgartner, Oostenrijks skydiver en basejumper (overleden 2025)
- 1969 - Lotte van Dam, Nederlands actrice en regisseuse
- 1969 - Jan van Halst, Nederlands voetballer
- 1969 - Joaquín del Olmo, Mexicaans voetballer
- 1969 - Marietta Slomka, Duits verslaggeefster en tv-presentatrice
- 1970 - Josh Wink (Joshua Winkelman), Amerikaans dj/producer
- 1971 - Carla Geurts, Nederlands zwemster
- 1971 - Brody Hutzler, Amerikaans acteur
- 1971 - Tina Cousins, Brits Zangeres
- 1972 - Froukje de Both, Nederlands actrice en presentatrice
- 1972 - Brahim Boulami, Marokkaans atleet
- 1972 - Carmen Electra, Amerikaans actrice
- 1972 - Wouter Van Bellingen, Belgisch ambtenaar en politicus
- 1973 - Danny Mommens, Belgisch muzikant
- 1973 - Gabriele Ponte, Italiaans dj en zanger
- 1974 - Marcial Hernandez, Nederlands politicus
- 1974 - Karl Muggeridge, Australisch motorcoureur
- 1974 - Urmas Paet, Estisch politicus
- 1975 - Atifete Jahjaga, Kosovaars president
- 1975 - Antoinnette Scheulderman, Nederlands journaliste en schrijfster
- 1976 - Shay Given, Iers voetbaldoelman
- 1976 - Kitty van Haperen, Nederlands bobsleester en atlete
- 1976 - Caroline Maes, Belgisch actrice
- 1977 - Yves Larock, Zwitsers dj en producer
- 1978 - Winston Bergwijn, Nederlands rapper
- 1978 - Petra Grijzen, Nederlands journaliste en radio- en tv-presentatrice
- 1978 - Mathew Hayman, Australisch wielrenner
- 1979 - Ricardo Cabanas, Spaans-Zwitsers voetballer
- 1979 - Simon Keats, Nederlands popzanger
- 1979 - Ludovic Magnin, Zwitsers voetballer
- 1979 - Christian Weimer, Duits triatleet
- 1980 - David Checa, Spaans motorcoureur
- 1980 - Waylon, Nederlands zanger
- 1980 - Lee Wilkie, Schots voetballer
- 1982 - Jacqueline Govaert, Nederlands zangeres
- 1982 - Sadettin Kirmiziyüz, Nederlands acteur, theatermaker en schrijver
- 1982 - Dario Knežević, Kroatisch voetballer
- 1982 - Keiichiro Nagashima, Japans schaatser
- 1982 - Arnoud Okken, Nederlands atleet
- 1983 - Yuri van Gelder, Nederlands turner
- 1983 - Miranda Kerr, Australisch model
- 1983 - Max Neukirchner, Duits motorcoureur
- 1984 - Nelson Évora, Portugees atleet
- 1984 - Jens Fahrbring, Zweeds golfer
- 1984 - Maarten Heymans, Belgisch historicus en auteur
- 1985 - Ehsan Jami, Iraans-Nederlands activist en publicist
- 1985 - Nina Žižić, Montenegrijns zangeres
- 1986 - Siebe Blondelle, Belgisch voetballer
- 1986 - Vladimir Dvalisjvili, Georgisch voetballer
- 1986 - Onur Kaya, Belgisch voetballer
- 1986 - Paul Rees, Brits autocoureur
- 1986 - Errol Zimmerman, Nederlands vechtsporter
- 1989 - Benjamin Dyball, Australisch wielrenner
- 1989 - Nicholas Heiner, Nederlands zeezeiler
- 1989 - Inge Janssen, Nederlands roeister
- 1989 - Pierre Thiriet, Frans autocoureur
- 1990 - Anouk Hagen, Nederlands atlete
- 1990 - Audrey Tcheuméo, Frans judoka
- 1991 - Marieke Lucas Rijneveld, Nederlands schrijfster en dichteres
- 1991 - Filip Wypych, Pools zwemmer
- 1992 - Veronika Korsoenova, Russisch freestyleskiester
- 1992 - Tavevele Noa, Tuvaluaans atleet
- 1993 - Marvin Fritz, Duits motorcoureur
- 1993 - Filip Ingebrigtsen, Noors atleet
- 1993 - Doris Tislar, Estisch actrice
- 1994 - Riccardo Agostini, Italiaans autocoureur
- 1994 - Alexander Massialas, Amerikaans schermer
- 1994 - Jolien Van Hoorebeke, Belgisch atlete
- 1996 - Divine Naah, Ghanees voetballer
- 1997 - Alexander Zverev, Duits tennisser
- 1998 - Zachary Claman DeMelo, Canadees autocoureur
- 1998 - Dries Vanthoor, Belgisch autocoureur
- 1999 - Fabio Quartararo, Frans motorcoureur
- 2000 - Arno Claeys, Belgisch wielrenner
- 2000 - Justin van Tergouw, Nederlands darter
- 2001 - Evie van Kerkvoorde, Nederlands volleybalster
- 2002 - Gyda Westvold Hansen, Noors Noordse combinatieskiër
- 2002 - Sean Niewold, Nederlands zwemmer
- 2003 - Johan Bakayoko, Belgisch voetballer
- 2006 - Yasin Özcan, Turks voetballer

## Overleden
- 1314 - Paus Clemens V (ong. 50)

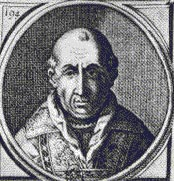
Paus Clemens V,
overleden in 1314

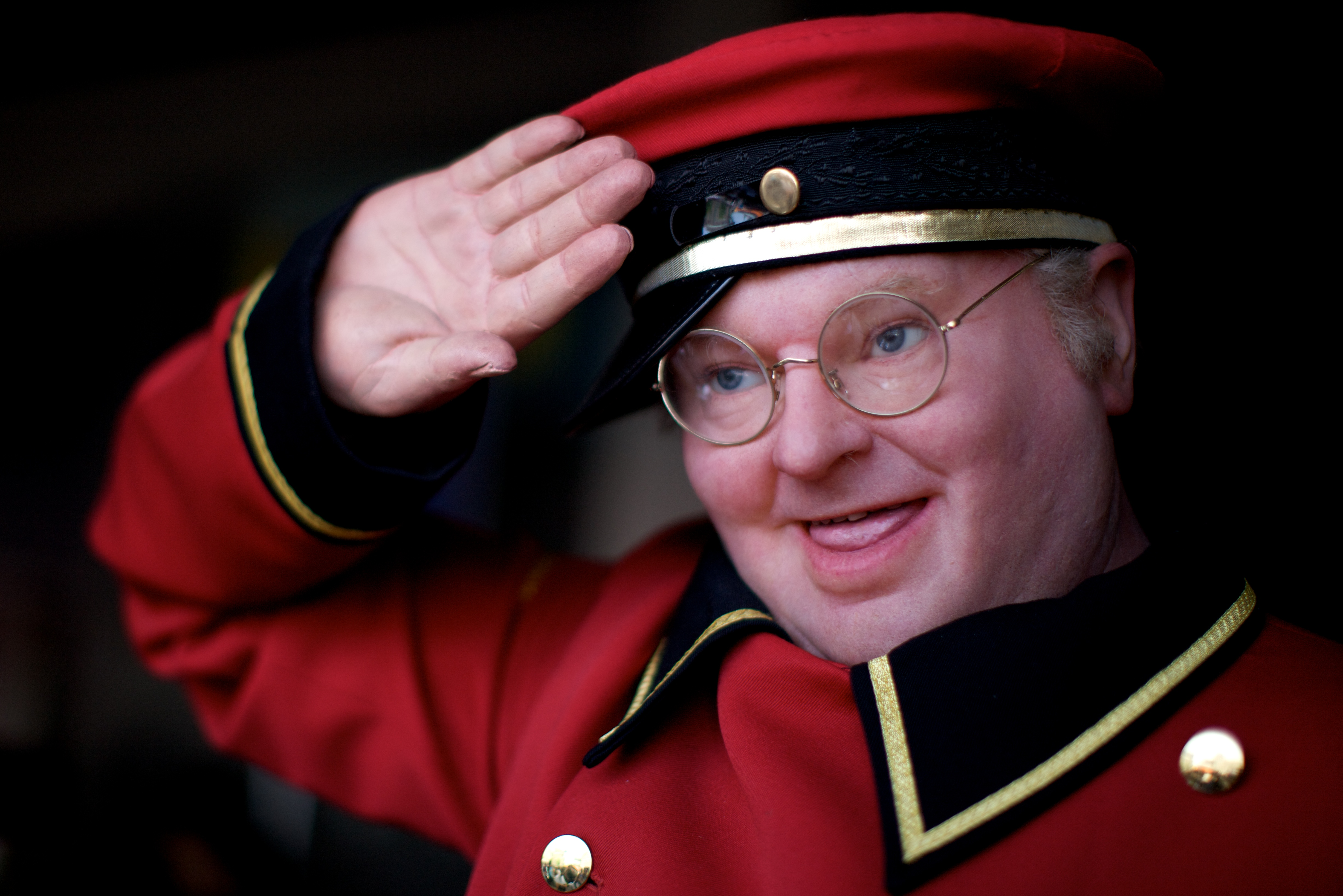
Benny Hill
overleden in 1992

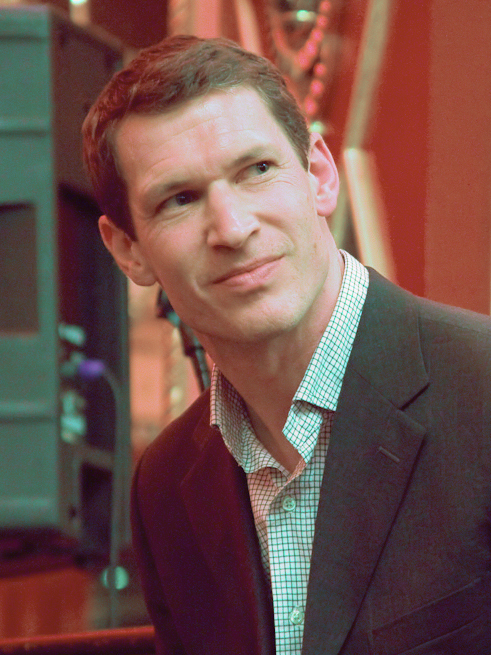
Tim Hetherington
overleden in 2011

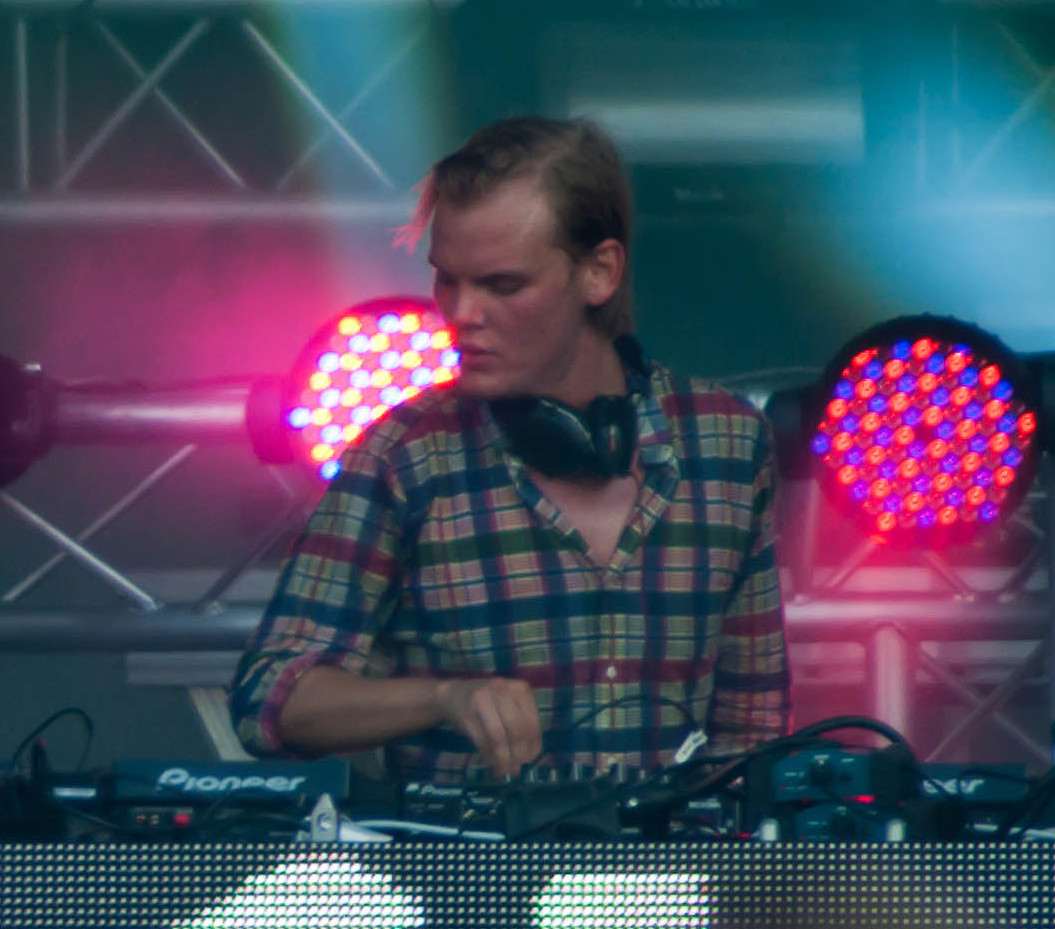
Avicii
overleden in 2018

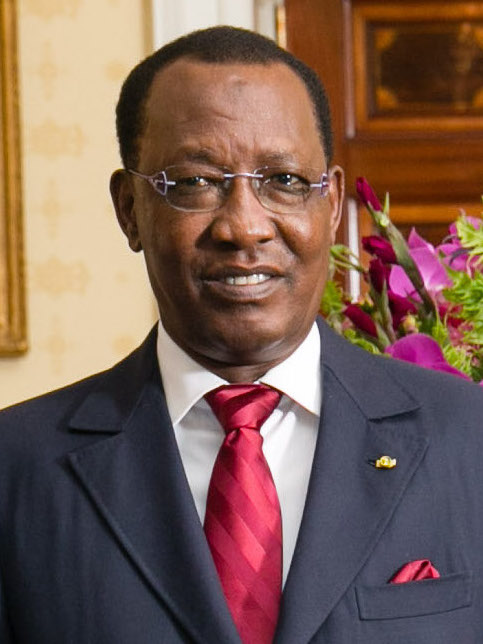
Idriss Déby
overleden in 2021

- 1367 - Gerhard Chorus (81/82), burgemeester van Aken
- 1658 - Margaretha van Sleeswijk-Holstein-Sonderburg (75), Deens/Duits hertogin
- 1704 - Agneta Block (74), Nederlands botanica
- 1812 - George Clinton (72), Amerikaans politicus
- 1836 - Johannes I (75), vorst van Liechtenstein
- 1860 - Charles de Brouckère (64), een van de medeoprichters van België
- 1869 - Carl Loewe (72), Duits componist, organist, pianist en zanger
- 1881 - Hans Willem van Aylva van Pallandt (76), Nederlands politicus
- 1912 - Bram Stoker (64), Iers schrijver
- 1922 - Jacqueline E. van der Waals (53), Nederlands dichteres
- 1929 - Hendrik van Pruisen (66), prins van Pruisen
- 1932 - Edgar Colle (34), Belgisch schaker
- 1947 - Christiaan X van Denemarken (76), koning van Denemarken
- 1951 - Ivanoe Bonomi (77), Italiaans politicus
- 1952 - Benne Holwerda (42), Nederlands theoloog
- 1953 - Erich Weinert (62), Duits schrijver en verzetsstrijder
- 1965 - Arsène Alancourt (72), Frans wielrenner
- 1969 - Johannes Petrus Huibers (93), Nederlands emeritus-bisschop van Haarlem
- 1970 - Paul Celan (49), Roemeens dichter
- 1983 - Pedro Quartucci (77), Argentijns bokser
- 1986 - Aleksej Arboezov (77), Russisch toneelschrijver
- 1987 - Arturo Torres (80), Chileens voetballer en voetbalcoach
- 1991 - Don Siegel (78), Amerikaans filmregisseur
- 1992 - Benny Hill (68), Engels komiek
- 1998 - Octavio Paz (84), Mexicaans essayist, dichter en Nobelprijswinnaar
- 2000 - Robert Mosuse (30), Belgisch zanger (The B-Tunes, The Radios, The Big M's)
- 2001 - Steven Blaisse (60), Nederlands roeier
- 2001 - Cino Cinelli (85), Italiaans wielrenner
- 2001 - Giuseppe Sinopoli (54), Italiaans dirigent en componist
- 2003 - Daijiro Kato (26), Japans motorcoureur
- 2003 - Wolle Kriwanek (54), Duits zanger
- 2003 - Henri Lemaître (81), Belgisch nuntius in Nederland
- 2004 - Huib Drion (86), Nederlands jurist
- 2004 - Komal Kothari |(75), Indiaas onderzoeker in folklore en etnomusicologie
- 2004 - Mary McGrory (85), Amerikaans journalist en columnist
- 2004 - Erik de Vries (91), Nederlands televisiepionier
- 2006 - Sylvia de Leur (72), Nederlands actrice en cabaretière
- 2006 - Wolfgang Unzicker (80), Duits schaker
- 2006 - Thomas van der Bijl (50), Nederlands timmerman en crimineel
- 2007 - Michael Fu Tieshan (75), leider van de Chinese katholieke kerk
- 2007 - Ad Geelhoed (64), Nederlands ambtenaar en jurist
- 2007 - Kees Visscher (77), Nederlands schrijver
- 2009 - Tengiz Goedava (55), Georgisch dissident
- 2009 - Franco Rotella (42), Italiaans voetballer
- 2010 - Piotr Dejmek (56), Pools acteur
- 2010 - Dorothy Height (98), Amerikaans burgerrechtenactiviste
- 2010 - Ahmad Sa'd (64), Arabisch-Israëlisch econoom, journalist en politicus
- 2011 - Tim Hetherington (41), Brits cameraman en fotograaf
- 2011 - Chris Hondros (41), Amerikaans oorlogsfotograaf
- 2012 - Mario Arturo Acosta (70), Mexicaans militair en veiligheidsagent
- 2012 - Willy Minnebo (67), Belgisch politicus
- 2012 - Joe Muranyi (84), Amerikaans jazzmuzikant
- 2012 - Theo Rekkers (87), Nederlands zanger en artiestenmanager
- 2013 - Boy Nijgh (57), Nederlands voetballer
- 2014 - Rubin Carter (76), Amerikaans bokser en moordverdachte
- 2015 - Richard Anthony (77), Frans zanger
- 2016 - Chyna (Joanie Marie Laurer) (45), Amerikaans bodybuilder, professioneel worstelaarster en actrice
- 2016 - Guy Hamilton (93), Brits filmregisseur
- 2016 - Victoria Wood (62), Brits komiek, actrice, zangeres, songwriter, scenarioschrijfster en regisseuse
- 2017 - Germaine Mason (34), Jamaicaans atleet
- 2017 - Ad Oele (93), Nederlands politicus
- 2017 - Saskia Stuiveling (71), Nederlands politica en bestuurder
- 2018 - Avicii (Tim Bergling) (28), Zweeds muziekproducent en dj
- 2018 - Vladimir Ljachov (76), Russisch ruimtevaarder
- 2019 - Jan Uitham (94), Nederlands schaatser
- 2020 - Heherson Alvarez (80), Filipijns politicus
- 2020 - Ronan O'Rahilly (79), Iers zakenman
- 2020 - Roland Phleps (95), Duits beeldhouwer en neuroloog
- 2020 - Arsen Yegiazarian (49), Armeens schaker
- 2021 - Idriss Déby Itno (68), Tsjadisch politicus
- 2022 - Franco Adami (89), Italiaans beeldhouwer
- 2022 - Javier Lozano Barragán (89), Mexicaans kardinaal
- 2022 - Erwina Ryś-Ferens (67), Pools langebaanschaatsster
- 2022 - Robert Morse (90), Amerikaans acteur
- 2023 - Josep Maria Fusté (82), Spaans voetballer
- 2023 - John Wright (79), Amerikaans filmmonteur
- 2024 - Andrew Davis (80), Brits dirigent
- 2024 - Bob Goudzwaard (90), Nederlands econoom en politicus
- 2024 - Gediminas Kirkilas (72), Litouws politicus
- 2025 - Riek Aron (79), Surinaams politicus
- 2025 - Hugo Gatti (80), Argentijnse voetballer
- 2025 - Ab Geldermans (90), Nederlands wielrenner en ploegleider
- 2025 - Maria Sjoebina (94), Sovjet-Russisch kanovaarster

## Viering/herdenking
- Pasen in 1631, 1642, 1710, 1783, 1794, 1851, 1862, 1919, 1924, 1930, 2003, 2014, 2025.
- Geboortedag Adolf Hitler, voormalige nationale feestdag in het Derde Rijk (nazi-Duitsland), deze dag stond in de volksmond bekend als "Führergeburtstag".
- rooms-Katholieke kalender:
  - Heilige Theotimus (van Tomi) († 407)
  - Heilige Viktor (van Nicomedia) († 303)
  - Heilige Wiho I (ook Wito) (772-804/805), de eerste bisschop van Osnabrück
  - Heilige Anicetus († c. 166)
  - Heilige Marcellinus (van Embrun) († c. 374)
  - Heilige Hugo van Poitiers († c. 930)
  - Heilige Agnes van Montepulciano († 1317)
  - Zalige Hildegonda van Schönau († 1188)
  - Zalige Oda (van Rivreulle) († 1158)
  - Zalige Peter van Gent († 1572)
- 420, cannabisfeestdag van de tegencultuur

## Weerextremen

### Nederland
| | Officiële records | Officiële records | Officiële records |      | Landelijke records | Landelijke records | Landelijke records               |
| Gebeurtenis | Jaar              | Extreem           | Locatie           | Jaar | Extreem            | Locatie            |                                  |
| --- | ----------------- | ----------------- | ----------------- | ---- | ------------------ | ------------------ | -------------------------------- |
| Laagste etmaalgemiddelde temperatuur (°C) | 1908              | 2,0               | De Bilt           |      | 1991               | 0,5                | Twenthe                          |
| Hoogste etmaalgemiddelde temperatuur (°C) | 2018              | 18,3              | De Bilt           |      | 2018               | 20,3               | Maastricht                       |
| Laagste minimumtemperatuur (°C) | 1918              | −3,6              | De Bilt           |      | 1991               | −6,1               | Twenthe                          |
| Hoogste minimumtemperatuur (°C) | 1968              | 10,1              | De Bilt           |      | 1996               | 13,2               | Rotterdam Geulhaven              |
| Laagste maximumtemperatuur (°C) | 1908              | 6,4               | De Bilt           |      | 1908               | 4,7                | De Kooy                          |
| Hoogste maximumtemperatuur (°C) | 1968              | 26,6              | De Bilt           |      | 2018               | 28,9               | Arcen                            |
| Hoogste uurgemiddelde windsnelheid (m/s) | 1937              | 11,8              | De Bilt           |      | 1920               | 21,1               | Vlissingen                       |
| Hoogste windstoot (m/s) | 2020              | 17,0              | De Bilt           |      | 1980               | 25,7               | Cadzand                          |
| Langste zonneschijnduur (uur) | 1976              | 13,4              | De Bilt           |      | 1953 2015 2020     | 13,5               | Vlissingen Leeuwarden Lauwersoog |
| Langste neerslagduur (uur) | 1937              | 11,0              | De Bilt           |      | 1979               | 22,8               | Leeuwarden                       |
| Hoogste etmaalsom van de neerslag (mm) | 1937              | 22,7              | De Bilt           |      | 1937               | 22,7               | De Bilt                          |
| Laagste etmaalgemiddelde relatieve vochtigheid (%) | 2020              | 38                | De Bilt           |      | 2020               | 35                 | Eindhoven                        |
| Laagste uurwaarde luchtdruk op zeeniveau (hPa) | 1926              | 988,8             | De Bilt           |      | 1926               | 987,8              | Vlissingen                       |
| Hoogste uurwaarde luchtdruk op zeeniveau (hPa) | 2017              | 1037,5            | De Bilt           |      | 2017               | 1038,1             | Maastricht                       |
| Officiële records worden altijd gemeten op het KNMI-weerstation in De Bilt. Landelijke records kunnen worden gemeten op elk officieel KNMI-weerstation in Nederland. |                   |                   |                   |      |                    |                    |                                  |

Uitzonderlijke gebeurtenissen
- 1912 - Eerste landelijke warme dag van het jaar gemeten in Eelde (maximumtemperatuur ≥ 20 °C op een officieel weerstation)
- 1940 - Eerste landelijke warme dag van het jaar gemeten in Maastricht (maximumtemperatuur ≥ 20 °C op een officieel weerstation)
- 1968 - Eerste officiële zomerse dag van het jaar (maximumtemperatuur ≥ 25 °C in De Bilt)
- 1993 - Eerste officiële warme dag van het jaar (maximumtemperatuur ≥ 20 °C in De Bilt)
- 1993 - Eerste landelijke warme dag van het jaar gemeten in Arcen, Cabauw, De Bilt, De Kooy, Deelen, Eindhoven, Gilze-Rijen, Herwijnen, Hoek van Holland, Lelystad, Maastricht, Marknesse, Rotterdam, Rotterdam Geulhaven, Schiphol, Soesterberg, Twenthe, Valkenburg ZH, Vlissingen, Volkel, Westdorpe, Wilhelminadorp en IJmuiden (maximumtemperatuur ≥ 20 °C op een officieel weerstation)
- 1996 - Eerste officiële zomerse dag van het jaar (maximumtemperatuur ≥ 25 °C in De Bilt)
- 2008 - Eerste officiële zachte dag van het jaar (maximumtemperatuur ≥ 15 °C in De Bilt)

### België
Dagrecords
- 1908 - Laagste etmaalgemiddelde temperatuur 2,4 °C
- 1968 - Hoogste etmaalgemiddelde temperatuur 19,8 °C
- 1918 - Laagste minimumtemperatuur −2,3 °C
- 1968 - Hoogste maximumtemperatuur 27,5 °C
- 1937 - Hoogste etmaalsom van de neerslag 22,3 mm

Uitzonderlijke gebeurtenissen
- 1968 - Maximumtemperatuur in Ukkel tot 28,5 °C. 8 dagen eerder nog −1,2 °C.
- 1991 - Schade aan boomgaarden door late vorst: tot −3,4 °C in Gorsem (Sint-Truiden) en −9,0 °C in Saint-Vith. 3 cm sneeuw in Koksijde.

<< · 1 · 2 · 3 · 4 · 5 · 6 · 7 · 8 · 9 · 10 · 11 · 12 · 13 · 14 · 15 · 16 · 17 · 18 · 19 · 20 · 21 · 22 · 23 · 24 · 25 · 26 · 27 · 28 · 29 · 30 · >>